# Александър Стойков
Александър Стойчев Стойков е български политик от ГЕРБ, народен представител от парламентарната група на ГЕРБ в XLI народно събрание.

## Биография
Александър Стойков е роден на 2 декември 1965 година в град Ямбол, България. През 1990 година завършва специалност „двигатели“ във ВМЕИ - Варна.
През 1997 година работи в авторемонтен завод „Иваго“, Ямбол. През 1998 година става съсобственик на фирма „Иваго – България“ ООД (производство на автомобилни фургони, бордови каросерии, термоизолации на автомобили).

### Парламентарна дейност
- XLI народно събрание – член (от 14 юли 2009)
- Парламентарна група на ПП ГЕРБ – член (от 14 юли 2009)
- Комисия по регионална политика и местно самоуправление – член (от 29 юли 2009)
- Комисия по европейските въпроси и контрол на европейските фондове – член (29 юли 2009 – 28 октомври 2010)
- Комисия по транспорт, информационни технологии и съобщения – член (28 октомври 2010 – 9 ноември 2011)
- Комисия по европейските въпроси и контрол на европейските фондове – член (от 11 април 2012)
- Група за приятелство България – Албания – член (от 23 октомври 2009)
- Група за приятелство България – Афганистан – зам.-председател (от 23 октомври 2009)
- Група за приятелство България – Беларус – член (от 23 октомври 2009)
- Група за приятелство България – Босна и Херцеговина – член (от 23 октомври 2009)
- Група за приятелство България – Бразилия – член (от 23 октомври 2009)
- Група за приятелство България – Иран – член (от 23 октомври 2009)
- Група за приятелство България – Ирландия – член (от 23 октомври 2009)
- Група за приятелство България – Либия – член (от 23 октомври 2009)
- Група за приятелство България – Монголия – член (от 23 октомври 2009)
- Група за приятелство България – Пакистан – зам.-председател (от 23 октомври 2009)
- Група за приятелство България – Палестина – член (от 23 октомври 2009)
- Група за приятелство България – Русия – член (от 23 октомври 2009)
- Група за приятелство България – Словакия – зам.-председател (от 23 октомври 2009)
- Група за приятелство България – Уругвай – член (от 23 октомври 2009)
- Група за приятелство България – Чехия – зам.-председател (от 23 октомври 2009)

#### Внесени законопроекти
- Законопроект за допълнение на Закона за морските пространства, вътрешните водни пътища и пристанищата на Република България
- Законопроект за изменение и допълнение на Закона за здравето
- Законопроект за изменение и допълнение на Закона за съдебната власт
- Законопроект за изменение и допълнение на Закона за устройството на държавния бюджет
- Законопроект за изменение и допълнение на Конституцията на Република България
- Законопроект за изменение и допълнение на Наказателния кодекс
- Законопроект за изменение и допълнение на Наказателно-процесуалния кодекс